# Pat Onstad
Patrick „Pat“ Stewart Onstad (* 13. Januar 1968 in Vancouver, British Columbia ) ist ein kanadischer Fußballtorwart. Onstad ist seit der Saison 2011 für D.C. United aktiv und auch Co-Trainer der Mannschaft.

## Karriere

### Jugend und Vereinskarriere
Während seines Studiums an der University of British Columbia in seiner Heimatstadt Vancouver machte Onstad seine ersten Erfahrungen im Fußball. 1987, nachdem er sein Studium abgeschlossen hatte, wechselte er zu den Vancouver 86ers, die damals in der Canadian Soccer League spielten. Von 1988 bis 1989 spielte er in derselben Liga für Winnipeg Fury. Nach den Furys spielte er bei seinem dritten CSL Team, Toronto Blizzard. 1992 kehrte er zu Winnipeg Fury zurück und wurde Meister und Torhüter des Jahres.
Nach Auflösung der Canadian Soccer League, wechselte Onstad in die A-League, die zweithöchste Fußballliga der USA. 1994 spielte er für die Toronto Rockets und 1995 für Montreal Impact. Bei den Edmonton Drillers spielte er 1996 Hallenfußball, ehe er 1997 bei den Toronto Lynx wieder in der A-League auf dem Feld stand.
Pat Onstand wechselte abermals und zwar zu den Rochester Raging Rhinos, wo er von 1998 bis 1999 und von 2001 bis 2002 spielte. 2000 spielte er für den schottischen Verein Dundee United, kam dort aber nicht zum Einsatz.

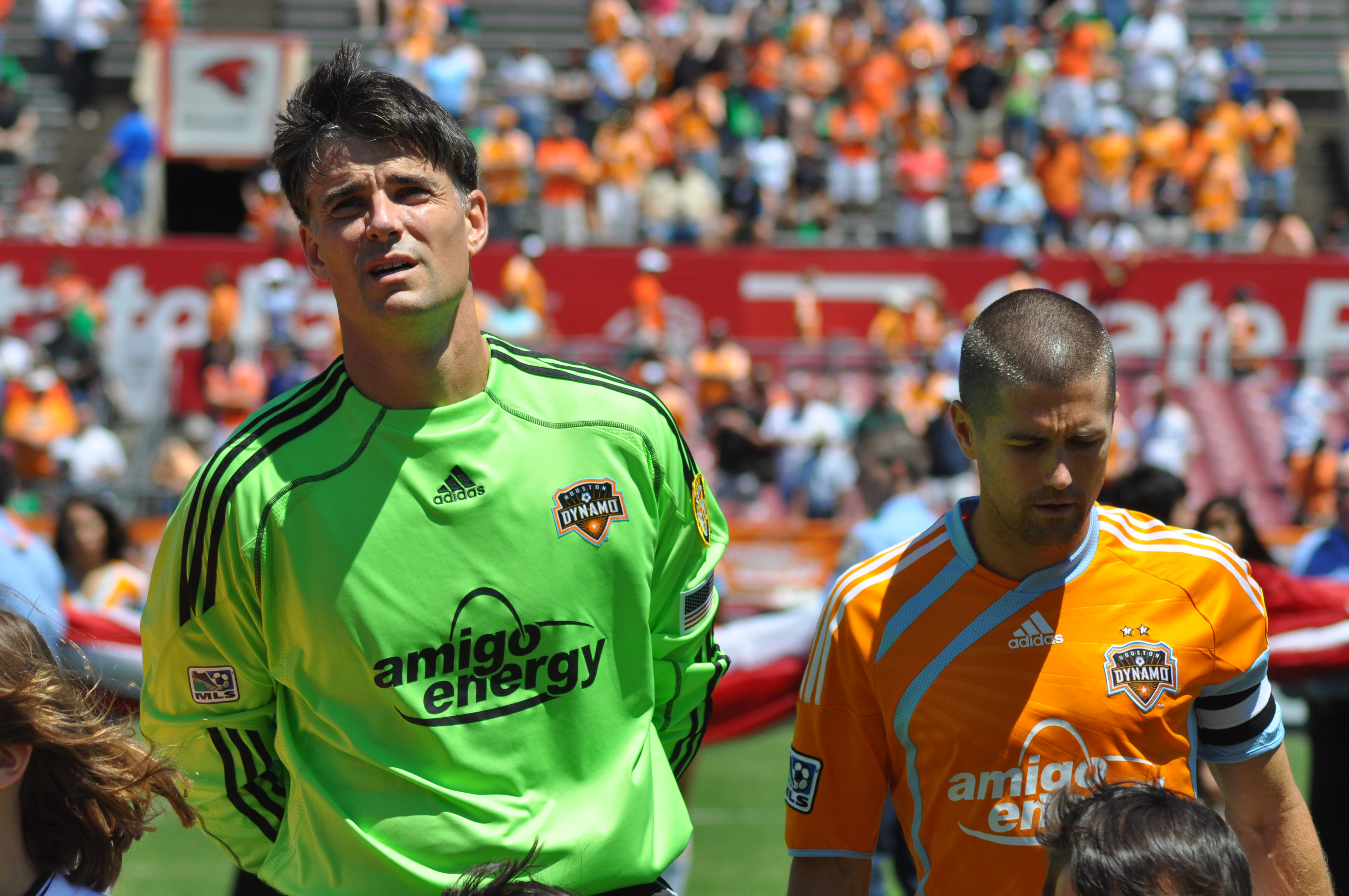
Onstad bei Houston Dynamo (2009)

 2003 wechselte er zum ersten in die MLS und wurde Stammtorhüter bei den San José Earthquakes. Nach deren Wechsel nach Houston und der Umwandlung in Houston Dynamo, spielt er nun für die Texaner. Nach der Saison 2010 wurde sein Vertrag nicht weiter verlängert und er kam in den MLS Re-Entry Draft. Dort wurde er von keiner Mannschaft ausgewählt und war zunächst vereinslos.
Am 21. Dezember 2010 gab er sein Karriereende bekannt und wurde neuer Assistenztrainer bei D.C. United. Am 17. Februar 2011 wurde Onstad in den Kader aufgenommen, da die beiden Torhüter Steve Cronin und Bill Hamid verletzungsbedingt ausfielen. Am 31. Mai 2011 kehrte er wieder zu seinen Aufgaben als Assistenztrainer zurück.

### Nationalmannschaft
Onstad spielte für Kanada bei der Junioren-Fußballweltmeisterschaft 1987 in Chile. Er wurde aber bei keinem Spiel eingesetzt und musste Craig Forrest den Vorzug geben. Im Jahr zuvor konnte er mit der Mannschaft die CONCACAF U-20-Meisterschaft in Trinidad und Tobago gewinnen.
Sein erstes Länderspiel für die Kanadische Fußballnationalmannschaft gab er am 18. Februar 1988 gegen die Fußballnationalmannschaft von Bermuda. Über zwanzig Jahre stand er im Tor der Kanadier. Insgesamt absolvierte er 57 Länderspiele. Sein letztes Länderspiel war am 24. Mai 2010 gegen Argentinien. Davor stand er im August 2008 das letzte Mal im Tor.

## Erfolge

### Individuell
- MLS Goalkeeper of the Year Award: 2003, 2005
- MLS Best XI: 2003, 2005
- The Voyageurs Player of the Year: 3. Platz 2007
- Aufnahme in die Canadian Soccer Hall of Fame: 2015

### Klub
Rochester Raging Rhinos
- Lamar-Hunt-U.S.-Open-Cup-Sieger: 1999

San José Earthquakes
- MLS-Cup-Sieger: 2003
- MLS Supporters’ Shield: 2005

Houston Dynamo
- MLS-Cup-Sieger: 2006, 2007
- CONCACAF Champions League: 3. Platz 2007, 2008

### Nationalmannschaft
- CONCACAF U-20 Championship (1): 1986
- CONCACAF-Gold-Cup-Sieger (1): 2000